# 조니 윌킨슨
조너선 피터 윌킨슨(영어: Jonathan Peter Wilkinson CBE, 1979년 5월 25일~)은 잉글랜드의 전직 럭비 유니언 선수로 현역 시절 포지션은 플라이 하프이다. 잉글랜드 럭비 유니언 국가대표팀 소속으로 2003년 럭비 월드컵 우승, 2007년 럭비 월드컵 준우승을 달성했으며 특히 2003년 월드컵 결승전에서 연장 승부를 결정짓는 드롭 골을 성공한 것으로 잘 알려져 있다.